# Francesco Maria Veracini
Francesco Maria Veracini (1690-1768) foi um compositor e violinista italiano.
Era sobrinho do também compositor Antonio Veracini.

## Composições
- 1708 Sara in Egitto (oratório)
- 1711 Concerto per violino e 8 strumenti in re maggiore
- 1711 Il Trionfo dell'innocenza patrocinata da San Niccolò (oratório)
- 1715 L'Empietà distrutta nella caduta di Gerico (oratório)
- 1716 12 Sonate a Flauto solo, e Basso
- 1720 La Caduta del savio nell'idolatria di Salomone (oratório)
- 1721 12 Sonate per violino con basso continuo, opera 1
- 1722 La Liberazione del Popolo ebreo dal naufragio di Faraone
- 1727 L'incoronazione di Davidde
- 1735 Adriano
- 1737 La Clemenza di Tito (ópera)
- 1738 Partenio (ópera)
- 1739 Piangete al pianto mio
- 1744 12 Sonate accademiche per violino e basso continuo opera 2
- 1744 L'errore di Salomone
- 1744 Roselinda opera